# التور

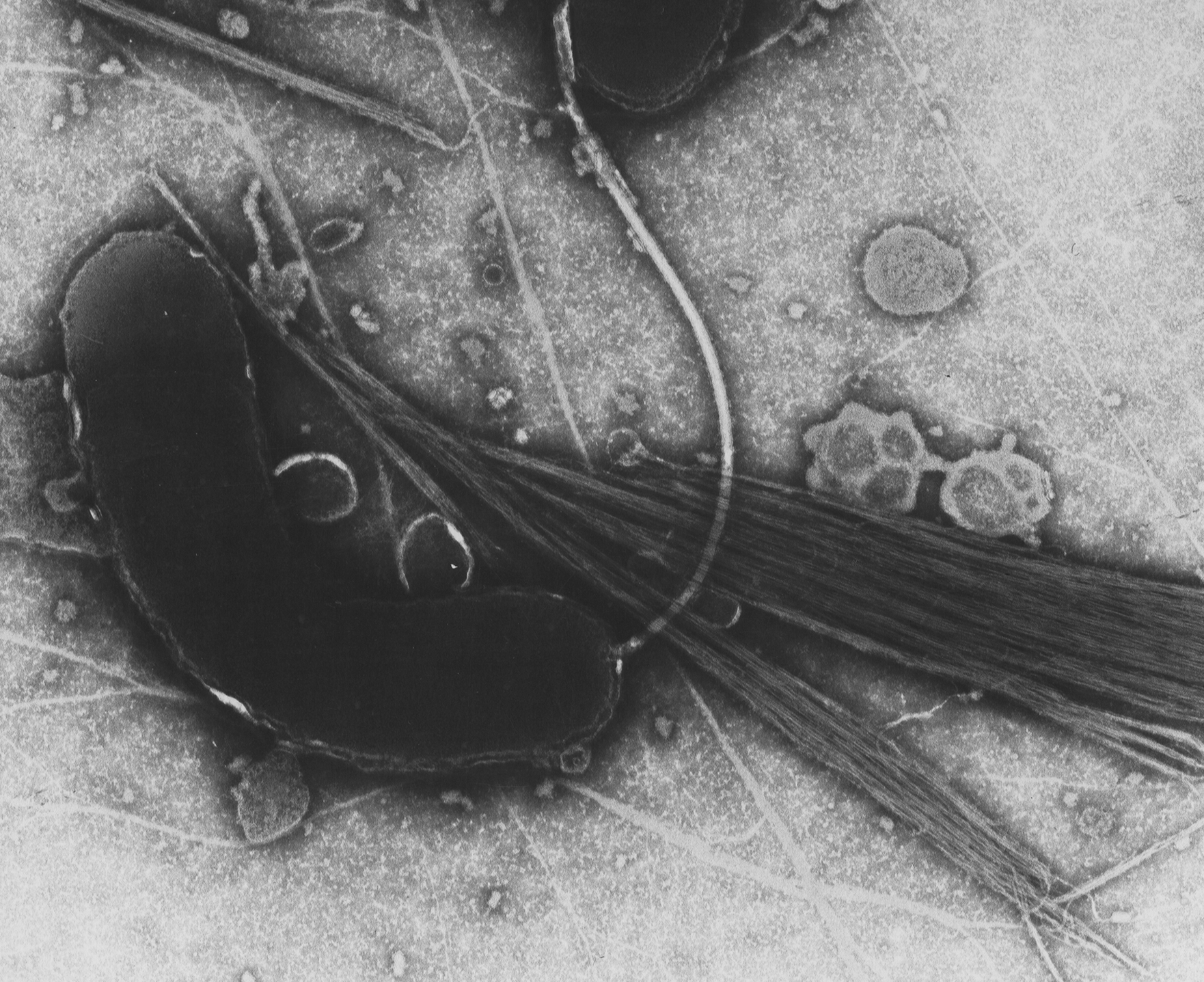
تصویر ویبریو کلرا با استفاده از میکروسکوپ الکترونی

التور (El Tor) نام سویه‌ای از باکتری ویبریو کلرا است. ویبریو کلرا عامل بیماری وبا است. این سویه باعث نوعی از بیماری شبه وبا می‌شود.
این سویه بسیار شبیه زیر گونه O۱ ویبریو کلرا است ولی می‌تواند گلبول‌های قرمز خون را منهدم کنند. این سویه، مهاجم‌تر از زیرگونهٔ کلاسیکِ ویبریو کلرا است و همچنین توانایی بومی شدن آن نیز بیشتر است.
۹۹٫۹۹ درصد از مبتلایان تحت قرنطینه در کانون‌های این بیماری (آفریقا، پرو و اندونزی) مبتلا به سویهٔ التور ویبریو کلرا هستند.

## نام
نام التور از نام الطور آمده که ناحیه‌ای در جنوب صحرای سینا (طور سینا) در مصر است. در سال‌های ۱۹۶۳–۱۹۶۴ که این بیماری در آسیا و خاورمیانه همه‌گیر شد بیماری ناشی از این باکتری را در ایران «شبه وبا» می‌نامیدند. این‌گونه باکتری نخستین بار در سال ۱۹۰۵ توسط دکتر گوت اشلبشه پزشک آلمانی در اردوگاهی در ناحیه الطور مصر یافته شد و بنام آنجا نام گذاشته شد.

## پیشینه
نخستین بار این‌گونه را در سال ۱۹۰۵ در مصر یافتند. در سال ۱۹۳۷ شیوع پیدا کرد ولی همه‌گیر نشد. در ۱۹۶۱ در سولاوزی رایج شد و در ۱۹۶۳ به بنگلادش در آسیا رسید. در ۱۹۶۴ به هند سرایت کرد و از آنجا به خاورمیانه و آفریقا و اروپا رفت. در دهه ۱۹۷۰ شیوع محدودی در ژاپن و جزایر جنوب اقیانوس آرام یافت.

## نگارخانه

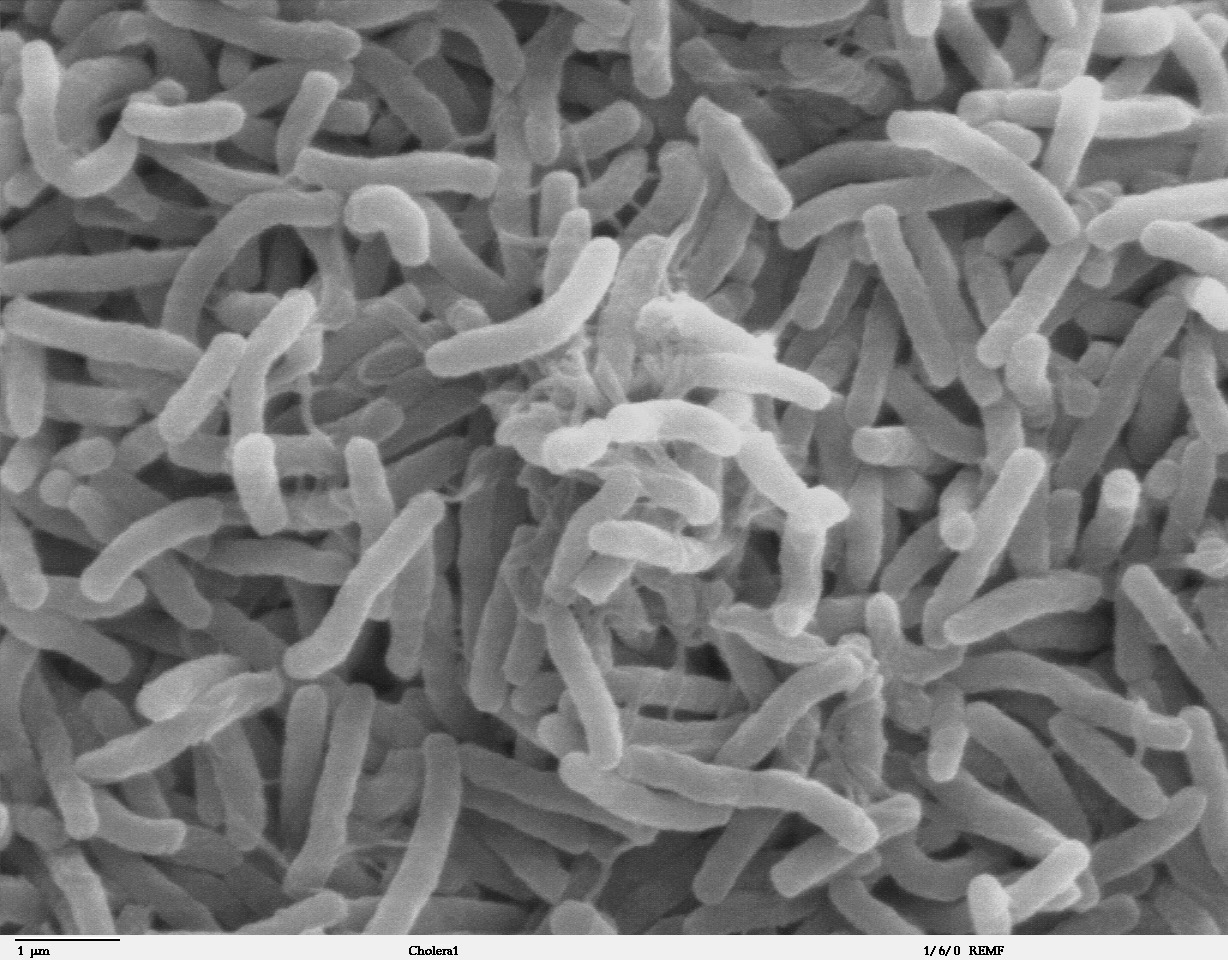
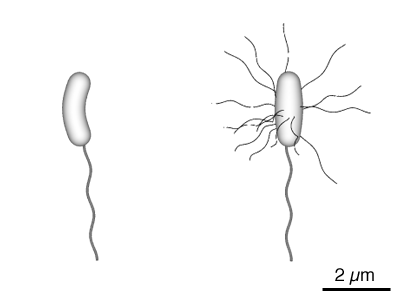